# Massimo Ferretti
(In trattoria, da Allergia, Massimo Ferretti)
Massimo Ferretti (Chiaravalle, 13 febbraio 1935 – Roma, 20 novembre 1974) è stato un poeta, scrittore e giornalista italiano.

## Biografia
Massimo Ferretti nasce il 13 febbraio 1935 a Chiaravalle, nelle Marche, da una famiglia della media borghesia. Il padre Aurelio è geometra e la madre Jole è maestra elementare. Nel 1939 nasce Maurizio, unico fratello, compagno di giochi e poi confidente di una vita.
A sette anni Ferretti comincia ad avvertire i sintomi di una grave malattia: l'endocardite reumatica, una disfunzione cardiaca che si manifesta con forti dolori al petto e febbre altissima, che lo costringerà a continui ricoveri in ospedale e lunghi periodi in casa a letto.  Nel 1942 anche a Chiaravalle la guerra si fa sentire attraverso feroci e distruttivi bombardamenti. La famiglia Ferretti è costretta a sfollare in un convento nella vicina Belvedere Ostrense (AN). L'impatto con la guerra è terribile per un bambino che deve convivere con la paura, immobile in un letto, ma è in questo periodo che scopre nella scrittura un potere terapeutico che lo aiuta a superare le sue difficoltà. Inizia a scrivere un diario che poi distruggerà a dodici anni in un momento di rabbia. Nel 1951 la famiglia decide di trasferirsi a Jesi, lontana da Chiaravalle pochi chilometri, ma sentita subita estranea da Ferretti. 
Qui frequenta il ginnasio con scarsi risultati tanto che viene bocciato alla licenza ginnasiale. La sua può essere definita una formazione da autodidatta con letture dei poeti tipici della sua generazione: Rimbaud, Eliot, Montale. Scopre così la sua vocazione poetica ed inizia a comporre versi.
Nascono su questo terreno i primi conflitti con il padre, che in parte asseconda la sua vocazione ma predilige per lui studi che lo possano avviare ad una professione con sicuri guadagni.
Ancora studente di liceo pubblica il suo primo poemetto (Deoso, Siena, Casa editrice Maia, maggio 1954). L'anno successivo stampa, sempre a proprie spese, una plaquette di versi Allergia (Jesi, Tipografia Civerchia, 1955). In quello stesso anno spedisce le due plaquettes a diverse riviste di letteratura. L'unico a entusiasmarsene è Pier Paolo Pasolini che decide di pubblicarne una scelta su “Officina” (febbraio '56). Nel novembre del 1957, dietro pressione del padre, si iscrive alla facoltà di giurisprudenza, a Perugia. Nel dicembre dello stesso anno incontra per la prima volta a Roma Pasolini, col quale peraltro aveva già avviato un fitto carteggio. Nell'ottobre del 1959 decide di trasferirsi all'Università di Camerino a causa dei risultati disastrosi che fino a quel momento aveva conseguito a Perugia.  A Camerino gli giungerà la terribile notizia del suicidio del cugino venticinquenne. Questa tragedia lo scuoterà al tal punto da diventare materia del suo primo romanzo.
Sempre nel '59 su interessamento di Pasolini pubblica su “Botteghe oscure”, rivista curata da Giorgio Bassani,  il poemetto La croce copiativa scritto nel 1957. Esasperato dalle continue bocciature all'università e dagli scontri con il padre, nel 1961 si trasferisce a Roma in cerca di "pane e libertà". Qui vive precariamente presso degli affittacamere scrivendo recensioni per il quotidiano romano “Paese Sera”. 
Frequenta con moderazione l'ambiente letterario romano, soprattutto amici di Pasolini, tra i quali Attilio Bertolucci, il figlio Bernardo ed Enzo Siciliano. Con questi ultimi partecipa ad un concorso per programmisti RAI, supera sia le prove scritte che quelle orali ma non verrà assunto per mancanza di idoneità fisica. 
Nel 1962 ottiene un incarico professionale presso la casa editrice Longanesi per un periodo piuttosto breve, contemporaneamente inizia la sua collaborazione alla pagina culturale de “Il Giorno” che durerà fino al novembre del 1963. 
Nello stesso anno si trasferisce in un piccolo appartamentino acquistato per lui dal padre nel quartiere Montesacro. Qui si dedica alla stesura già avviata del suo primo romanzo Rodrigo. In questi anni si dedica inoltre alla revisione delle sue poesie che, in un'edizione comprendente componimenti poetici scritti fino al '62, riuscirà a pubblicare nel febbraio del '63, sempre con il titolo di Allergia presso la casa editrice Garzanti. Pochi mesi più tardi, in maggio, viene pubblicato sempre da Garzanti anche Rodrigo. Nell'agosto del '63 vince il premio Viareggio “opera prima” nella sezione poesia. Nell'ottobre partecipa a Palermo al primo convegno del Gruppo '63 dove legge un capitolo del suo nuovo romanzo, iniziato nel dicembre dell'anno precedente e ancora in fase di elaborazione. Con l'adesione al Gruppo 63 si rovinano irrimediabilmente i rapporti con Pasolini, mentre inizia a frequentare Nanni Balestrini, Alfredo Giuliani e stringe una profonda amicizia con Antonio Porta, testimoniata da un breve e fitto carteggio. Nel 1964 partecipa in veste di spettatore al secondo convegno del Gruppo 63 che si tiene a Reggio Emilia. 
Nel 1965 è costretto a ritornare a Jesi a causa dell'improvvisa scomparsa del padre e dalla necessità di proseguire l'attività commerciale ereditata insieme al fratello. 
Nell'aprile del 1965 decide di pubblicare Il gazzarra, suo secondo romanzo, presso la casa editrice Feltrinelli, casa editrice ufficiale del Gruppo 63, causando la definitiva rottura con Pasolini. A settembre, nello stesso mese dell'uscita de Il gazzarra, partecipa al terzo convegno del Gruppo 63 a Palermo in cui si discutono le problematiche del romanzo sperimentale. Torna dal convegno deluso per la tiepida - in alcuni casi assente - attenzione dedicata al suo romanzo.
Deluso dalla critica, dal mondo letterario in genere e da quello editoriale che pensa all'opera letteraria solo in termini di mercato, decide di ritirarsi dall'attività di scrittore e dedicarsi esclusivamente alla sua attività commerciale nel settore dei prefabbricati edilizi. Nel 1966 inizia a studiare sistematicamente la lingua inglese; nel luglio-agosto dell'anno successivo soggiorna a Londra per perfezionarne la conoscenza. Nella primavera del 1968, sentendo il commercio come una costrizione alla sua vocazione letteraria, lascia Jesi e torna definitivamente a Roma dove inizia l'attività di traduttore dall'inglese. Traduce per lo più testi di psicologia e antropologia per la casa editrice Astrolabio dell'editore Ubaldini di Roma, traduce inoltre un romanzo di Christine Brooke-Rose: Tra, pubblicato da Feltrinelli nel 1971. All'insaputa di tutti inizia la stesura di un nuovo romanzo Trunkful. Scrive i primi tre capitoli ma, probabilmente viene interrotto dalla morte che arriva improvvisa, nel sonno, nella notte del 20 novembre 1974, nella sua casa di Roma. La salma viene traslata due giorni dopo nel cimitero di Jesi.
Nel decennale della scomparsa il Comune di Chiaravalle gli dedica una mostra documentaria. Nel 1986 Massimo Raffaeli ne cura l'epistolario che dà alle stampe insieme ad altri inediti rinvenuti nel Fondo di Ferretti conservato presso il fratello Maurizio. Nel 1992 viene ristampato Il gazzarra con prefazione di Alfredo Giuliani (Firenze, Ponte alle grazie) e nel 1993 a cura di Massimo Raffaeli viene ristampato anche il primo romanzo (Ripatransone, Sestante). 
Nel ventennale della morte di Massimo Ferretti viene a lui intestata la Biblioteca Civica di Chiaravalle e viene stampato un catalogo delle sue opere a cura di Francesco Scarabicchi (I passi consegnati, Brescia, Edizioni l'Obliquo). Sempre nel 1994 viene finalmente ristampato, per le edizioni Marcos y Marcos, anche il volume Allergia con postfazione di Massimo Raffaeli. Nello stesso anno Giorgio Manacorda pubblica una scelta di lettere inedite del suo ‘periodo romano’ nell'annuario Poesia'94 edito da Castelvecchi.
Nel 1997 a Chiaravalle viene rappresentata per la prima volta una riduzione teatrale delle opere di Massimo Ferretti a cura di Antonello Nave intitolata Sopra il cuore. Nel 2005 esce la prima monografia a lui dedicata dal titolo Fuori dal coro. L'opera di Massimo Ferretti scritta da Elisabetta Pigliapoco per la casa editrice peQuod di Ancona.

## Opere

### Raccolte di poesie
- Deoso. Rappresentazione poetica (Siena, Edizioni Maia, 1954)
- Allergia. Prefazione ad una giovinezza (Jesi, Tipografia Civerchia, 1955)
- Allergia (1952-1962) (Milano, Garzanti, 1963; Premio Viareggio "Poesia, opera prima" 1963);[1] ristampato da Marcos y Marcos nel 1994 e da Giometti&Antonello nel 2019

### Romanzi
- Rodrigo (Milano, Garzanti, 1963)
- Il gazzarra (Milano, Feltrinelli, 1965)